# Atylotus austein
Atylotus austein är en tvåvingeart som först beskrevs av Szilady 1915.  Atylotus austein ingår i släktet Atylotus och familjen bromsar.
Artens utbredningsområde är Turkiet. Inga underarter finns listade i Catalogue of Life.